# 休伊·皮尔斯·朗
小休伊·皮尔斯·朗（英語：Huey Pierce Long Jr.，又译作休伊·龙、休伊·朗格，1893年8月30日—1935年9月10日），美國民主黨籍政治人物，前任路易斯安那州州長及聯邦參議員。

## 簡介
1893年8月30日，休伊·皮尔斯·朗出生于路易斯安那州溫菲爾德附近的一个小镇。早年曾中途退学，自学法律，后简短就读于奧克拉荷馬大學和杜蘭大學法学院，获得律师资格。
他在从事法律工作期间步入政坛，1924年竞选路易斯安那州长未成，1928年当选州长。他的口号是“人人皆是無冕之王”，他执政期间越过州议会行使权力，大大增加对富人的税收，加强福利事业帮助穷人，获得优秀政绩，但被一些同屬民主黨的反对者指为独裁。
1930年他被选入参议院，之后卸任州长职务，但依靠州裡下层人民的支持繼續控制州事务。他在1933年後公开反對羅斯福新政，后来试图参选美国总统并有望取代小羅斯福，但在1935年於巴吞魯日的路易斯安那州議會大廈遭一名醫生卡爾·韋斯（Carl Weiss）刺殺。
他在美国历史上是一个有争议的人物，支持者认为他的州改革改善了穷人的生活水準，反对者认为他实行独裁，破坏权力制衡制度。
朗的妻子罗斯·迈克康奈尔·朗与儿子拉塞尔·朗在他之后都曾担任过路易斯安那州的联邦参议员一职，保持民主党在南方的影響力。

## 軼聞
小說《辛德勒方舟》中，將主角奧斯卡·辛德勒拯救猶太人的演說與休伊相提並論。